# بيكاش يمنام
بيكاش يمنام (مواليد 6 سبتمبر2003) هو لاعب كرة قدم هندي يلعب كمدافع في نادي ميرناف بنجاب.

## روابط خارجية
- بيكاش يمنام على موقع الاتحاد الآسيوي (الإنجليزية)
- بيكاش يمنام على موقع قاعدة بيانات كرة القدم.إي يو (الإنجليزية)
- بيكاش يمنام على موقع Soccerway.com (الإنجليزية)